# Armando Longhi
Armando Longhi, detto Armandino, (Roma, 12 giugno 1917 – 2003) è stato un calciatore italiano, di ruolo attaccante.

## Carriera
Alcune fonti lo indicano in B con Atalanta e Fanfulla tra il 1935 e il 1940; in realtà le militanze apparterrebbero a un altro calciatore, Giulio Longhi, mentre Armando compare sin dal 1937 tra le riserve della Lazio, in Prima Divisione. Con la prima squadra biancoceleste debuttò in Serie A nella stagione 1941-1942.
Militò nuovamente in massima serie nel dopoguerra, con la maglia della Salernitana.

## Palmarès
- Campionato romano di guerra: 1

Lazio: 1943-1944